# Sliedrecht
Sliedrecht este o comună și o localitate în provincia Olanda de Sud, Țările de Jos. Comuna este situată la periferia orașului Dordrecht.